# Tarcísio Meira
Tarcísio Pereira de Magalhães Sobrinho (n. 5 octombrie 1935, São Paulo, São Paulo, Brazilia – d. 12 august 2021, Morumbi⁠(d), São Paulo, Brazilia) a fost un actor brazilian.
Considerat unul dintre cei mai mari actori și fetițe ale generației sale, el a marcat epoca și personajele din cinematografie, teatru și televiziune. Timp de decenii a externalizat televiziunea cu băieți buni și răufăcători care au marcat Teledramaturgia națională.
Căsătorit cu actrița Glória Menezes, are una dintre cele mai durabile căsătorii ale televiziunii braziliene. Ambii sunt părinții actorului Tarcísio Filho.
El a fost inima prima zi de telenovele pe televiziunea braziliană, 2-5499 Ocupado (1963), la Excelsior, alături de femeia din viața reală, Glória Menezes.